# 1-ша парашутна дивізія (Третій Рейх)
1-ша парашу́тна диві́зія (нім. 1. Fallschirmjäger-Division) — повітрянодесантна дивізія, елітне з'єднання в складі повітрянодесантних військ Третього Рейху, що була сформована в травні 1943 з підрозділів 7-ї повітряної дивізії.

## Історія

### Створення першої десантної дивізії
У жовтні 1938 було прийнято рішення про формування у складі Люфтваффе 7-ї повітряної дивізії, до якої входили елітні парашутно-десантні підрозділи, призначенням яких було діяти в глибокому тилу противника. Командиром першої десантної дивізії був призначений генерал-майор Курт Штудент.
За планом організаційно дивізія повітряного десанту повинна була створюватися за типовою організаційно-штатною структурою німецької піхотної дивізії, та мати у своєму складі 3 десантні піхотні полки, десантний артилерійський полк та дивізійний комплект частин й підрозділів управління, забезпечення та підтримки. Однак лише на початок 1941 року дивізія перейшла на повний штат. Разом з цим, бойові елементи 7-ї дивізії відіграли значну роль в бойових операціях Вермахту в 1940. Перед початком військової кампанії на Західному фронті до складу дивізії увійшли 1-й та 2-й парашутні полки.

### Початок формування 1-ї дивізії
Після важких втрат у зимовій кампанії на волховському напрямку під Ленінградом рештки 7-ї повітряної дивізії були відведені до Німеччини та Франції, де розпочалося переформування на її основі 1-ї та 2-ї парашутних дивізій.
6 квітня 1943 перші ешелони з особовим складом та військовою технікою для створення дивізії прибули до французького міста Кан, де розпочалося зосередження основних сил, штаб дивізії розташувався у містечку Флер. Зосередження формувальних компонентів було завершено 22 квітня 1943.
1 травня 1943 1-ша парашутна дивізія увійшла до складу резерву 7-ї армії та незабаром отримала наказ на передислокацію в районі Авіньйону, на півдні Франції для підготовки до наступних дій. 27 травня військові формування дивізії, разом з іншими елементами 11-го повітряного корпусу та 2-ї парашутної дивізії, розпочали рух залізницею в напрямку на південь у зону відповідальності армійської групи «Фельбер» (Armeegruppe Felber), з дислокацією дивізійної штаб-квартири в Кавайон. До 7 червня 1943 дивізія повністю завершила передислокацію у визначений район.

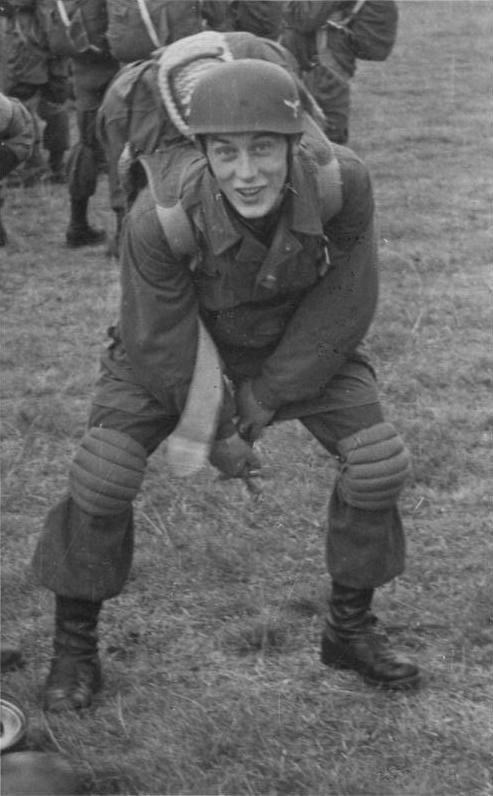
Підготовка німецького парашутиста до стрибка з парашутом

### Сицилійська операція
З початком вторгнення союзних військ на Сицилію 1-ша парашутна дивізія раптово перекинута на острів, а 3-й парашутний полк дивізії 12 липня 1943 був десантований парашутним способом на аеродром Катанії з метою недопущення його захоплення британцями. Десантники змогли захопити злітне поле та влаштувати оборону буквально за кілька годин до початку десантної операції «Фастіан», що організовувалася британським десантом для захоплення важливого аеродрому. Згодом прибули на острів основні сили дивізії й виконували по суті роль пожежної команди, її перекидали по всьому фронту оборони німців, де створювалася загрозлива обстановка.
Коли війська почали відступати з острова, десантники в ар'єргардних боях вели бойові дії з супротивником, що наступав, забезпечуючи евакуацію інших з'єднань й залишили острів останніми з німецьких військ 17 серпня.
У вересні 1943 4-й парашутний полк поруч з іншими частинами Вермахту вів запеклі бої в районі плацдармів висадки американської 5-ї армії у Салерно й після відходу з'єднався з рештою дивізії північніше зони вторгнення союзників.

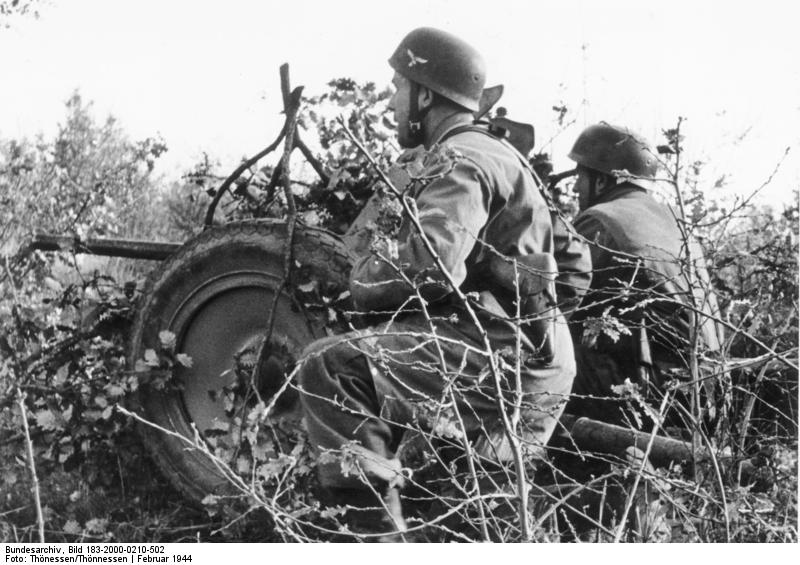
Артилеристи-десантники в боях у Анціо. Лютий 1944

### Італійська кампанія
До кінця Другої світової війни дивізія брала участь у бойових діях на Італійському фронті. Полки дивізії із засобами посилення діяли автономно поздовж морського узбережжя Італії між Салерно та Таранто й вели бої проти сил західних союзників на Апеннінському півострові. З 14 по 19 грудня 1943 1-ша парашутна дивізія під командування генерал-лейтенанта Ріхарда Гайдріха стиналася з 1-ю канадською піхотною дивізією в боях південніше міста Ортона за володіння ключовою позицією у Торренте Сарацені (Torrente Saraceni), що згодом отримала назву «ущелина мертвих». Захоплений мужністю німецьких десантників британський фельдмаршал Александер Гаролд, назвавши їх «найкращими військами Німеччини в Італії».
Дедалі дивізія виконувала завдання в районі столиці Італії Риму з прикриття оборонної «лінії Густава», утримуючи позиції від наступу 8-ї британської армії генерал-лейтенанта Олівера Ліза.

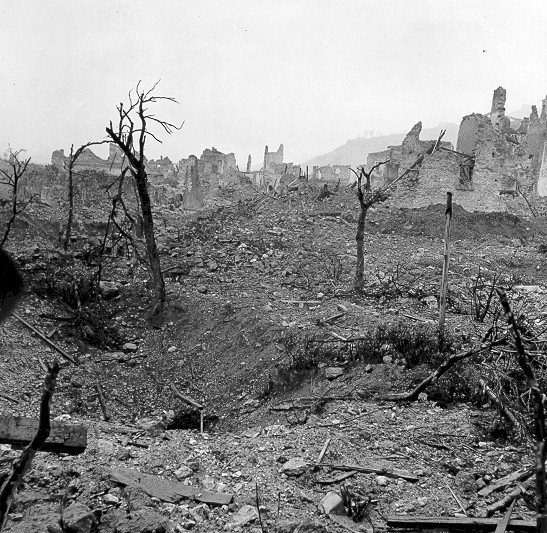
Руїни абатства Монте-Кассіно після бомбардування

У січні 1944, IV-й армійський корпус США здійснив раптову висадку морського десанту в районі міста Анціо, за 50 км південніше Риму. Як на біду для союзників, висадка спіткалася із запеклим опором німецького десанту й зав'язла на плацдармі не зумівши прорвати позиції та просунутися вглиб оборонних рубежів противника. Задум операції, який мав за мету сприяти прориву військ у Монте-Кассіно провалився.
У лютому 1944 1-ша парашутна дивізія була відведена зі своїх позицій у Анціо та перекинута на допомогу військам, що тримали оборону біля монастиря Монте-Кассіно. Частини дивізії осідлали головну транспортну артерію, дорогу на Рим, й приготувалися до відбиття наступу англо-американських військ у цьому напрямку. У ході запеклих боїв за Монте-Кассіно воїни дивізії продемонстрували мужність та хоробрість.
15 лютого 1944 року масована артилерійська підготовка та «килимове бомбардування» союзною бомбардувальною авіацією вщент зруйнували монастир Монте-Кассіно, виходячи з хибного здогаду, що німці обладнали тут міцний опорний пункт. Як з'ясувалося пізніше, єдиними мешканцями абатства були ченці та місцеві біженці, що ховалися в укріпленнях фортеці від жорстокостей війни. Але зі зруйнуванням цього стратегічно важливого об'єкту союзники не змогли здобути перемоги, битва за цей форпост тривала до 22 березня.

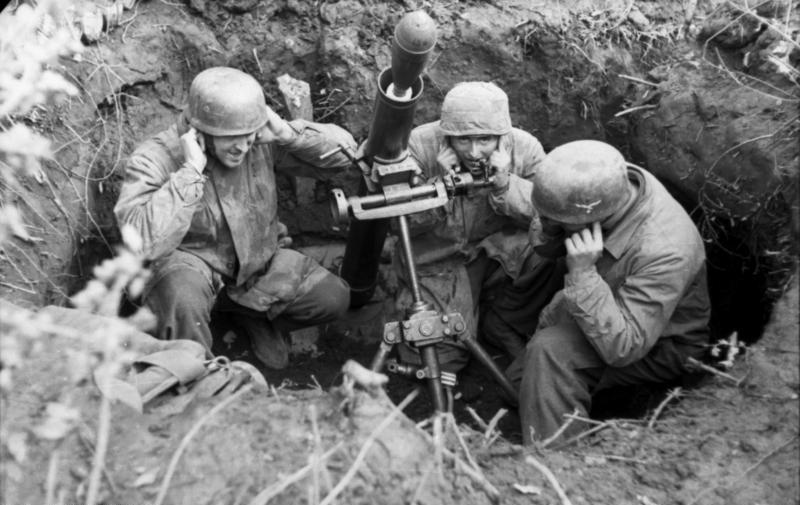
Мінометна обслуга німецьких десантників у боях при Монте-Кассіно. Італія. 1944

За час боїв у Монте-Кассіно з'єднання зазнало серйозних втрат, в особливості 3-й батальйон 1-го парашутного полку. Проте західні союзники не змогли скористатися перевагою свого положення й лише у ході 4-го штурму Монте-Кассіно (Операція «Діадема») у травні змогли перейти у наступ. Але десантна дивізія, як й решта формувань Вермахту значно відновила свій бойовий потенціал та змогла достойно зустріти противника.
Коли 11 травня 1944 року англо-американські війська розпочали військову операцію, вони зіштовхнулися із завзятим опором німецьких десантників, що втримували визначені позиції до 17 травня, доки марокканським гірським військам не вдалося обійти їх позиції з флангу. 1-ї дивізії загрожувала небезпека, тому разом з іншими військовими формуваннями десантники відійшли на північ від Риму. 18 травня польські солдати зі складу 3-ї Карпатської піхотної дивізії без бою захопили лишені руїни монастиря, на яких залишилися тільки важкопоранені німецькі солдати.

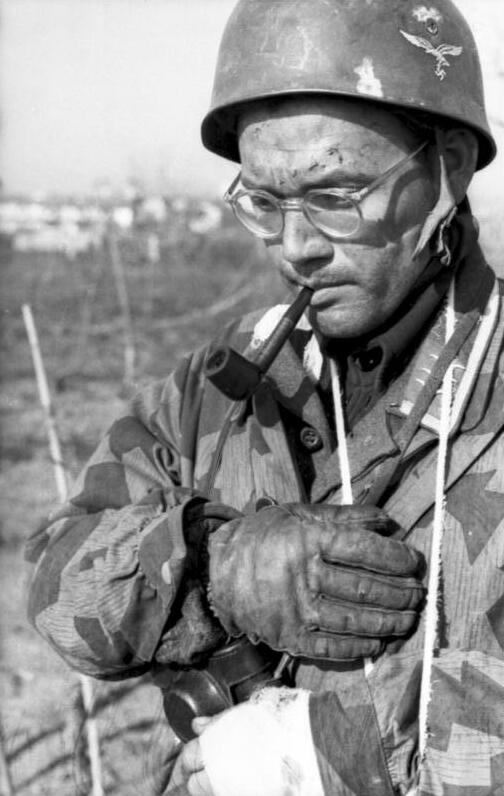
Десантник у боях в Італії. Січень 1944

На плечі дивізії, як завжди в серйозній обстановці, була покладена важлива задача прикриття відходу основних сил німецьких військ на цьому напрямку із займаних позицій на південь до Болоньї, де дивізія пізніше перейшла до оборони «Готської лінії» в північних Апеннінських горах. Тут дивізія, разом з 4-ю парашутною дивізією, увійшла до складу 1-го німецького парашутного корпусу. Протягом осені та зими лінія фронту на Італійському театрі воєнних дій залишалася відносно стабільною, перемежовуючись лише з рідкими рейдами та боями місцевого значення, й десантне з'єднання спромоглося накопичити свіжі сили та підготуватися до весняних битв.
У січні 1945 1-й парашутний корпус був розгорнутий поздовж адріатичного узбережжя позаду річки Сеніо. 8 квітня 1945 союзники розпочали широкомасштабний наступ й 1-ша дивізія пішла в запеклі ар'єргардні бої з частинами 8-ї британської армії, відступаючи до річки По. 25 квітня підрозділи дивізії завершили форсування великої річки та продовжили відступати в напрямку на Альпійські гори.
Врешті-решт німецькі війська в Італії склали зброю 2 травня та незабаром й парашутна дивізія капітулювала перед військами союзників.

## Райони бойових дій дивізії
- Франція (травень — червень 1943);
- Італія (червень 1943 — травень 1945);

## Склад дивізії
| Бойовий склад 1-ї пдд | |
| Постійні              | |
| 1943                  | - штаб дивізії (Stab (Stab, Rest-Kommando, Flugbereitschaft, Kradmeldezug); - 1-й парашутний полк (Fallschirm-Jäger-Regiment 1); - 3-й парашутний полк (Fallschirm-Jäger-Regiment 3); - 4-й парашутний полк (Fallschirm-Jäger-Regiment 4); - 1-й артилерійський полк (Fallschirm-Artillerie-Regiment 1); - 1-й протитанковий батальйон (Fallschirm-Panzer-Jäger-Abteilung 1); - 1-й зенітний батальйон (Fallschirm-Flak-Abteilung 1); - 1-й саперний батальйон (Fallschirm-Pionier-Bataillon 1); - 1-й батальйон зв'язку; - 1-й транспортний батальйон (Transport-Abteilung); - 1-ша повітряна розвідувальна ескадрилья (Luftnachrichten-Abteilung der Fallschirm-Jäger-Division 1); - 1-й запасний батальйон (Fallschirm-Feldersatz-Bataillon 1 (mit Kampfschule); - 1-й медико-санітарний батальйон (Fallschirm-Sanitäts-Abteilung 1); - 1-ша розвідувально-десантна рота (Fallschirm-Aufklärungs-Kompanie 1); - 3-тя мотоциклетна колона (Krad Transport-Kolonne 3); - 646-й взвод фельджандармерії (Feldgendarmerie-Trupp 646); - підрозділи тилу (Verpflegungsamt, Bäcker-Kompanie, Schlächter Kompanie). |
| Непостійні            | |
|                       | - 13-та мінометна батарея реактивних мінометів (13. Fallschirmjäger Nebelwerfer Company) - 1-й кулеметний батальйон (Fallschirm-MG-Bataillon 1) |

## Командири дивізії
- генерал-майор, з 1 липня 1943 генерал-лейтенант Ріхард Гайдріх (нім. Richard Heidrich) (1 травня 1943 — 4 січня 1944);
- генерал-майор Ганс Корте (нім. Hans Korte) (4 січня — 21 лютого 1944);
- генерал-лейтенант, з 31 жовтня 1944 генерал парашутних військ Ріхард Гайдріх (21 лютого — 18 листопада 1944);
- генерал-майор Карл-Лотар Шульц (нім. Karl-Lothar Schulz) (18 листопада 1944 — до кінця війни).

## Славетні військовослужбовці дивізії
- Герберт Фріс (нім. Herbert Fries) — протягом 21-24 травня 1944 знищив у бою 20 танків;
- Йоганнес-Маттіас Геншайд (нім. Johannes-Matthias Hönscheid) — єдиний військовий журналіст, нагороджений Лицарським Хрестом Залізного Хреста;
- Гаральд Квандт (нім. Harald Quandt) — пасинок рейхсміністра пропаганди доктора Й. Геббельса;
- Альфред Шварцманн (Alfred Schwarzmann) — німецький гімнаст, трикратний олімпійський чемпіон 1936 року, володар шести олімпійських винагород, кавалер Лицарського хреста Залізного хреста.